# 적위 (오호 십육국)
적위(翟魏, 388년 ~ 392년)는 중국 오호십육국 시대 정령(丁零)족이 건국한 나라이다. 국호는 위(魏)이지만 같은 국호를 가진 나라가 많기 때문에 군주의 성씨를 붙여서 적위라고 구별하여 부른다. 적위는 존속 기간이 짧고 영향력이 작아 십육국에 속하지는 않는다.

## 역사
정령족은 원래 중앙아시아 및 시베리아 일대에 거주하던 부족으로, 고거, 고차(高車), 철륵(鐵勒)으로 불렸던 민족이다. 오호십육국 시대의 혼란기에 정령의 일파가 화북 평원으로 남하하였는데, 전진(前秦)의 부견(苻堅)은 이들을 받아들여 화북 각지에서 살도록 하였다. 정령의 수장이었던 적빈(翟斌)은 낙양(洛陽) 인근에서 살았는데, 383년, 부견이 비수대전에서 패배하자 반란을 일으켜 낙양을 공격하였다. 모용수(慕容垂)가 이끄는 토벌군이 오자 적빈은 모용수에게 투항하여 맹주로  삼았고, 뒤이어 모용수가 후연(後燕)을 건국하는데 힘을 보탰다. 모용수가 업(鄴)을 포위하고 전쟁이 길어지자 적빈은 전진의 부비(苻丕) 쪽에 붙어 모용수의 진중에서 모반을 일으켰다. 그러나 모반은 실패하여 적빈은 죽었으며 적빈의 조카인 적진(翟眞)이 정령족을 이끌고 도망쳤다.
이후 화북 각지에서 후연의 군대와 전쟁을 벌이던 정령족은 385년에 적진이 죽고 뒤를 이은 적성(翟成)도 무너지면서 화북 일대에서 세력이 급속도로 쇠퇴하였다. 한편 적진의 사촌형 적료(翟遼)는 적진이 죽자 일부 부락을 이끌고 남하, 황하를 건너 여양(黎陽)의 동진(東晉) 세력에 항복하였다. 그리고 386년에 반란을 일으켜 여양을 점거하고 산동성 서부 일대에 세력을 구축하였다. 387년에 후연이 공격해오자 적료는 후연에 복속되었다.
적료는 노(魯) 지역에서 할거 하다가, 10월에 후연을 배반하고 자립하여, 388년 2월에 위(魏)나라를 세우는데, 적위(翟魏)이다. 적료는 천왕을 자처하며 후연, 동진을 노략질하였다. 적료에 이어 적조(적교)가 뒤를 이었다.
392년의 새해가 밝자 모용수는 노략질을 일삼는 적위를 공격하기 시작하였다. 적조는 이에 대응하여 관도를 선제공격하며 역공세를 편다. 모용수가 여양에서 도하할 준비를 하자 적쇠가 도하를 저지하기 위해 병력을 배치한다. 모용수는 서쪽으로 40리 떨어진 서진으로 군영을 옮기고 함선 100여 척을 만들어 도하하려는 속임 전법을 구사한다.
적조는 모용수의 속임수에 넘어가 서진으로 병력을 이동하였다. 적조가 여양진을 비운 사이 숨겨두었던 모용진(慕容鎭)의 별동대가 황하를 건너 군영을 설치하였다. 적조는 다시 여양진으로 돌아가 적의 군영을 공격하였으나 서진에서 건너온 모용농 군대에 협공을 받아 패배하였다.
적조는 단신으로 서연으로 도주하여 모용영에 휘하에 들어갔으나 1년 후 반란을 획책하다가 참수되었다.

## 역대군주
적위의 군주들은 천왕을 칭하였다.
1. 적료(翟遼, 재위 : 388년 ~ 391년)
2. 적교 또는 적조(翟釗, 재위 : 391년 ~ 392년)

## 연호
- 건광(建光, 388년 ~ 391년)
- 정정(定鼎, 391년 ~ 392년)

## 같이 보기
- 정령 (민족)
- 선우조
- 후연